# Pistum
Il Pistum è un prodotto tipico della Val Tramontina in Provincia di Pordenone. È una crema che si realizza con le foglie di rapa e la farina di polenta.

## La preparazione
All'inizio dell'autunno si raccoglievano le foglie di rapa e si sbollentavano nel paiolo della polenta. Dopo averle scolate le foglie venivano sovrapposte in un contenitore che veniva chiuso con un coperto di legno, sul quale si metteva un peso. Il contenitore con le foglie pressate veniva, quindi, portato all'aperto perché le foglie si ghiacciassero. Più la temperatura scendeva durante l'inverno e più, secondo la credenza popolare, il pistum sarebbe risultato gustoso.
A partire più o meno dal periodo di Natale il pistum veniva tolto dal contenitore nelle quantità necessarie. Le foglie venivano tagliate a listarelle e poi messe dentro il paiolo con il brodo di polenta per farle cuocere. Si aggiungevano poi sale, pepe, un po' di lardo e, volendo, anche un po' d'aglio.